# Lennard Kämna
Lennard Kämna (Fredenbeck, 9 de setembro de 1996) é um ciclista profissional alemão que atualmente corre para a equipe Bora-Hansgrohe.

## Palmarés
2015
- 1 etapa do Giro do Vale de Aosta
- 3.º no Campeonato Mundial Contrarrelógio sub-23

2016
- Campeonato Europeu Contrarrelógio sub-23

2017
- 2.º no Campeonato Mundial em Estrada sub-23

2020
- 1 etapa do Critério do Dauphiné
- 1 etapa do Tour de France

2021
- 1 etapa do Volta à Catalunha

2022
- 1 etapa do Volta à Andaluzia
- 1 etapa do Tour dos Alpes

## Resultados nas Grandes Voltas
Durante a sua carreira desportiva tem conseguido os seguintes postos nas Grandes Voltas:
| Carreira        | 2015 | 2016 | 2017 | 2018 | 2019 | 2020 | 2021 |
| --------------- | ---- | ---- | ---- | ---- | ---- | ---- | ---- |
| Giro d'Italia   | -    | -    | -    | -    | -    | -    | -    |
| Tour de France  | -    | -    | -    | -    | 40.º | 33.º | -    |
| Volta a Espanha | -    | -    | Ab.  | -    | -    | -    | -    |

-: não participa 

Ab.: abandono

## Equipas
- Team Stölting (2015)
- Stölting Service Group (2016)
- Team Sunweb (2017-2019)
- Bora-Hansgrohe (2020-)